# Jean Thorailler
Jean Raymond Henri Thorailler, né le 7 janvier 1888 à Épernay et mort à Paris 17e le 26 janvier 1957, est un joueur de water-polo français évoluant au poste de gardien de but. 

## Biographie
Pressenti pour disputer les Jeux olympiques de 1912, Thorailler doit déclarer forfait avant d'embarquer pour Stockholm. Il participe en revanche aux Jeux olympiques de 1920 à Anvers, et fut, en tant que membre de l'équipe de Bobsleigh, le porte-drapeau de l'équipe de France lors des Jeux olympiques d'hiver de 1928 à Saint-Moritz (Suisse) .

## Palmarès

### Jeux olympiques
- La France 9e en 1920 à Anvers

avec Émile-Georges Drigny, Albert Mayaud, Henri Padou, Henri Duvanel, Marcel Hussaud et Paul Vasseur.